# Condado de Gorlice
Nota linguística: Não confundir hrabstwo (condado) com powiat (divisão administrativa)..
Gorlice (polaco: powiat gorlicki) é um powiat da Polónia, na voivodia de Pequena Polónia. A sede é a cidade de Gorlice. Estende-se por uma área de 967,36 km², com 106 629 habitantes, segundo os censos de 2005, com uma densidade 110,23 hab/km².

## Divisões admistrativas
O condado possui:
Comunas urbanas: Gorlice
Comunas urbana-rurais: Biecz
Comunas rurais: Bobowa, Gorlice, Lipinki, Łużna, Moszczenica, Ropa, Sękowa, Uście Gorlickie
Cidades: Gorlice, Biecz

## Demografia
População (dados de 30 de Junho de 2005):
|          | Total   | Total | Mulheres | Mulheres | Homens  | Homens |
| -------- | ------- | ----- | -------- | -------- | ------- | ------ |
|          | pessoas | %     | pessoas  | %        | pessoas | %      |
| Total    | 106 629 | 100   | 54 089   | 50,7     | 52 540  | 49,3   |
| Cidades  | 33 288  | 100   | 17 327   | 52,1     | 15 961  | 47,9   |
| Povoados | 73 341  | 100   | 36 762   | 50,1     | 36 579  | 49,9   |